# Договор между командованием Галицкой армии и командованием Добровольческой армии
Догово́р ме́жду кома́ндованием Га́лицкой а́рмии и кома́ндованием Доброво́льческой а́рмии 1919 го́да (также Зятко́вский догово́р:314 или Зятковский и Оде́сский догово́ры) — договор о перемирии и военном союзе между Галицкой армией как вооружёнными силами Западной области Украинской Народной Республики и силами Белого движения на Юге России.
Первоначально был подписан сторонами 6 ноября 1919 года на железнодорожной станции Зятковцы Гайсинского уезда Подольской губернии. Повторное подписание состоялось в Одессе 17 ноября. От Галицкой армии договор подписал её командующий генерал-четарь Мирон Тарнавский, от Белого движения — командир 4-й пехотной дивизии Вооружённых сил Юга России генерал-майор Яков Слащёв (6 ноября) и главноначальствующий Новороссийской области генерал-лейтенант Николай Шиллинг (17 ноября).
Согласно договору, Галицкая армия в полном составе с тыловыми частями переходила в распоряжение главнокомандующего Вооружёнными силами Юга России генерал-лейтенанта Антона Деникина и в подчинение главноначальствующему Новороссийской области генералу Шиллингу. Правительству ЗУНР предлагалось «до определения будущего местонахождения» переместиться в Одессу. Подписание этого документа и последовавшее заключение Петлюрой соглашения с польским правительством в Варшаве (согласно которому восточная граница Польши прошла по рекам Збруч и Горынь) привели к решительному расколу в политическом руководстве Украины и фактическому расторжению акта Объединения ЗУНР и УНР от 22 января 1919 года:314.
В украинской историографии подписание договора представляется как одно из ключевых событий «ноябрьской катастрофы» (укр. «Листопадова катастрофа») в истории Украинской Народной Республики.

## Предыстория
Первые значительные попытки согласования совместных действий Галицкой армии (подчинявшейся в то время Верховному Отаману УНР Симону Петлюре) и ВСЮР (Антона Деникина) были в конце лета 1919 года. После освобождения галичанами 29-30 августа 1919 года Киева от большевиков и прихода 31 августа войск Деникина на балконе Киевской Думы были рядом вывешены флаги России и Украины, планировался парад войск. Однако уже вскоре российский триколор был сброшен на землю и растоптан. С балкона Думы в толпу началась стрельба из пулеметов, появились жертвы. После переговоров генералов Антона Кравса (ГА) и Николая Бредова (ВСЮР) галицкие и запорожские части Армии УНР в ночь с 31 августа на 1 сентября вышли из Киева.

### Добровольческая армия на Украине во второй половине 1919 года
Согласно данным советского историографа Гражданской войны Николая Какурина, силы Белого движения на Юге России к началу второй половины 1919 года составляли 99,45 тысяч штыков и 53,8 тысяч сабель при 560 орудиях и 1727 пулемётах:276. При этом два корпуса под командованием Н. Бредова и Я. Слащёва были выделены Деникиным из состава основной армии и направлены против украинских войск:295 :353. Многие историки называют Деникина «инициатором войны против Украины» и одновременно считают это решение «фатальным» в политике Деникина, отмечая его роль в неудаче Похода на Москву:353.

### Галицкая армия во второй половине 1919 года

Правительство ЗУНР в Каменце-Подольском, осень 1919 года

После эвакуации Галицкой армии и правительства ЗУНР под натиском польских войск за реку Збруч 15-17 июля 1919 года правительство ЗУНР фактически утратило контроль над своей территорией, а Галицкая армия оказалась на территории УНР. В конце июля 1919 года представители УНР и ЗУНР провели переговоры по согласованию совместных действий в сложившихся условиях. 31 июля глава правительства УНР Борис Мартос объявил о том, что в результате переговоров принято решение создать единое командование армии УНР и Галицкой армии и единый штаб, при этом правительство ЗУНР продолжит своё существование и сохранит право вести самостоятельную внешнюю политику. Правительство ЗУНР разместилось в Каменце-Подольском, где находилось до ноября 1919 года.
В июле-сентябре 1919 года галичане совместно с армией УНР принимали участие в боях с Красной армией за контроль над Правобережной Украиной и 31 августа вместе с армией УНР вступили в Киев, где вошли в соприкосновение с частями Вооружённых сил Юга России, но уклонились от боевых столкновений. Позднее объединённые украинские силы покинули город, оставив его силам Киевской группы войск генерала Бредова.
После официального объявления командования УНР 24 сентября 1919 года о начале боевых действий против ВСЮР произошло перегруппирование сил Галицкой армии. Сечевые стрельцы расположились в районе Полонного и Шепетовки. В их задачу входила оборона левого крыла украинского фронта от советских войск. I корпус Сечевых стрельцов был направлен в район Казатина, II корпус — в район Бердичева, III корпус — в район Погребище-Липовец.

### Ухудшение отношений между УНР и ЗУНР осенью 1919 года

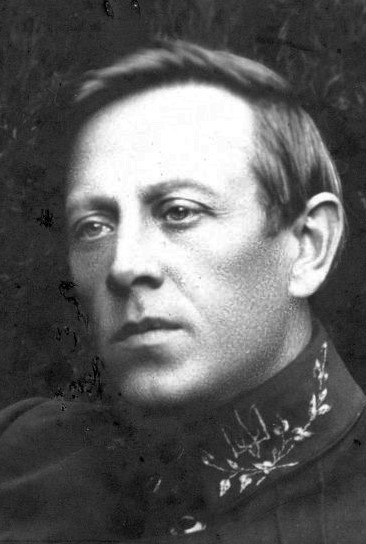
Симон Петлюра

Несмотря на то, что армия УНР в конце сентября развернула полномасштабные боевые действия против ВСЮР, Галицкая армия длительное время не принимала участия в этих боях. Руководство ЗУНР во главе с Евгением Петрушевичем во избежание конфликта с государствами Антанты, которые поддерживали Деникина, заняло фактически выжидательную позицию. Армейское командование также не сочувствовало идее новой войны, считая армию не готовой к ведению боевых действий в холодных осенних условиях.
По приказу Деникина 7 октября войска Новороссийской области нанесли удар в направлении Винницы, где разбили группу войск УНР в районе Христиновка-Брацлав-Жмеринка и потеснили войска полковника Александра Удовиченко генерала-хорунжего Юрия Тютюнника. Штаб Главного атамана УНР Симона Петлюры ввёл в бой корпуса Галицкой армии, причём Петлюра лично просил генерала Тарнавского прийти на помощь его войскам. Но галицкие военачальники Мирон Тарнавский и Виктор Курманович считали эту войну абсолютно бесперспективной. Генерал Курманович заявил Петлюре, что фронт не удержится дольше двух недель и необходимо вступать в переговоры с Деникиным.
Несмотря на это, Петлюра и его штаб продолжали давление на армейское командование. 20 октября Тарнавский получил директиву, требовавшую начать энергичное наступление на войска белых, прорывающиеся к Вапнярке, а также ликвидировать прорыв в стыке между войсками УНР и УГА. Вынужденные исполнять приказ, галичане несли большие потери как в боях, так и от сразившей армию эпидемии тифа. В этих условиях военно-политические отношения ЗУНР с Петлюрой обострялись день ото дня. Петрушевич перестал принимать участие в совещаниях Директории и вместе с Тарнавским требовал изменения политического курса социалистического правительства Исаака Мазепы.
По информации, которую приводит украинский историк-исследователь В. Савченко, галицкие офицеры и генералы с самого начала войны против белых войск саботировали приказы Петлюры и отказывались вести свои части в наступление. Так, приказ Петлюры о передислокации под Умань II галицкого корпуса не был выполнен своевременно, и наступление было начато без него. III галицкий корпус после первых боёв и вовсе покинул позиции. Автор отмечает, что галицкие старшины гневно отреагировали на следствие против генерала Антона Кравса, которого правительство УНР обвинило в сдаче Киева и соглашениях с деникинским командованием. У галичан был один главный враг — поляки, и для борьбы с ними они могли заключить союз с кем угодно, — пишет историк-исследователь.

### Поиск перемирия ЗУНР с Россией
Подобные настроения среди военнослужащих Галицкой армии уже с середины сентября 1919 года открыто высказывались в галицкой армейской газете «Стрелец», где писалось о необходимости мира между ЗУНР и Россией. 20 сентября на страницах газеты появилась статья первого главы правительства ЗУНР Костя Левицкого под заголовком «Куда дорога?», в которой содержались призывы к прекращению войны и созданию конфедерации Украины с будущей Россией. Позднее на страницах газеты «Стрелец» появились статьи с резкой критикой Петлюры и Мазепы.
Правительство УНР не реагировало на заявления командования Галицкой армии о невозможности ведения войны, и в этих условиях её командующий генерал Мирон Тарнавский принял самостоятельное решение о вступлении в одностороннем порядке, без участия Петлюры, в переговоры с войсками армии Деникина с целью прекращения войны и заключения перемирия.

## Переговоры

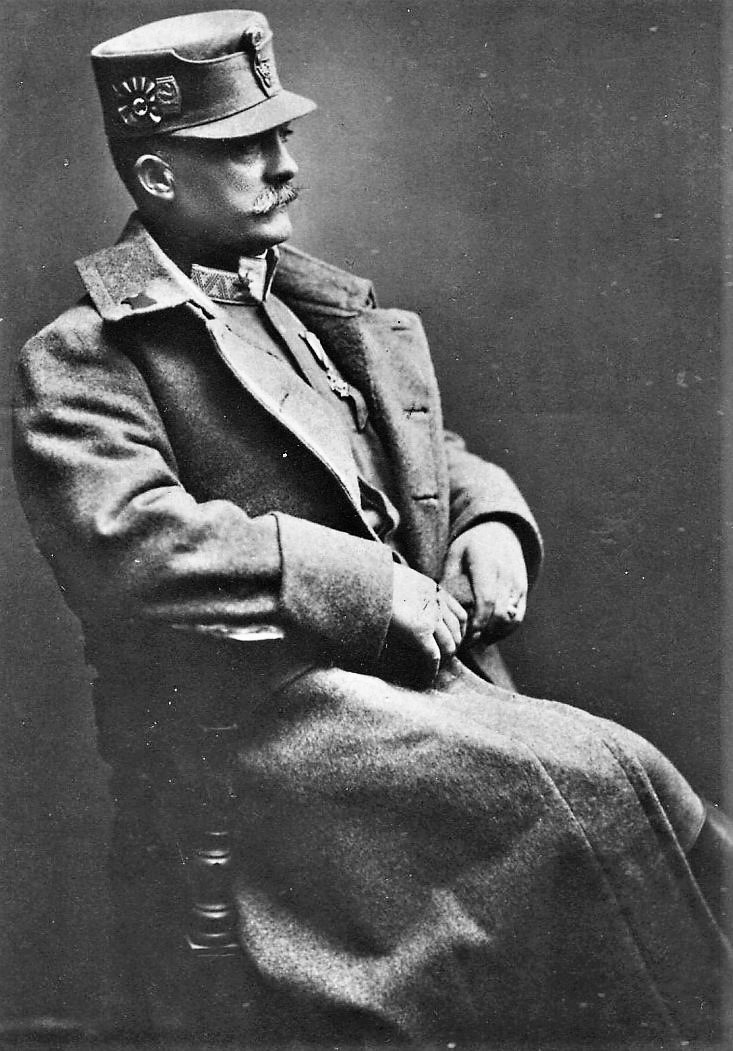
Мирон Тарнавский

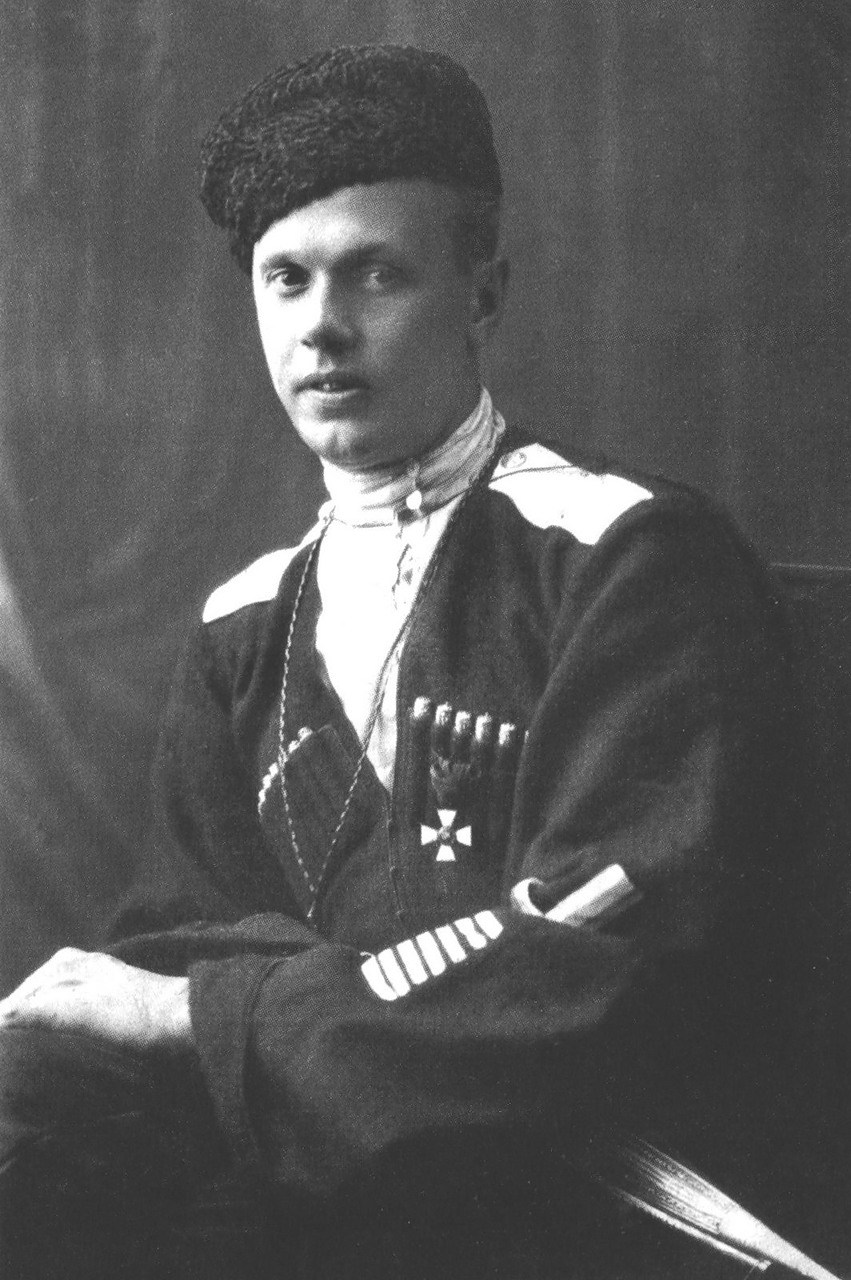
Яков Слащёв

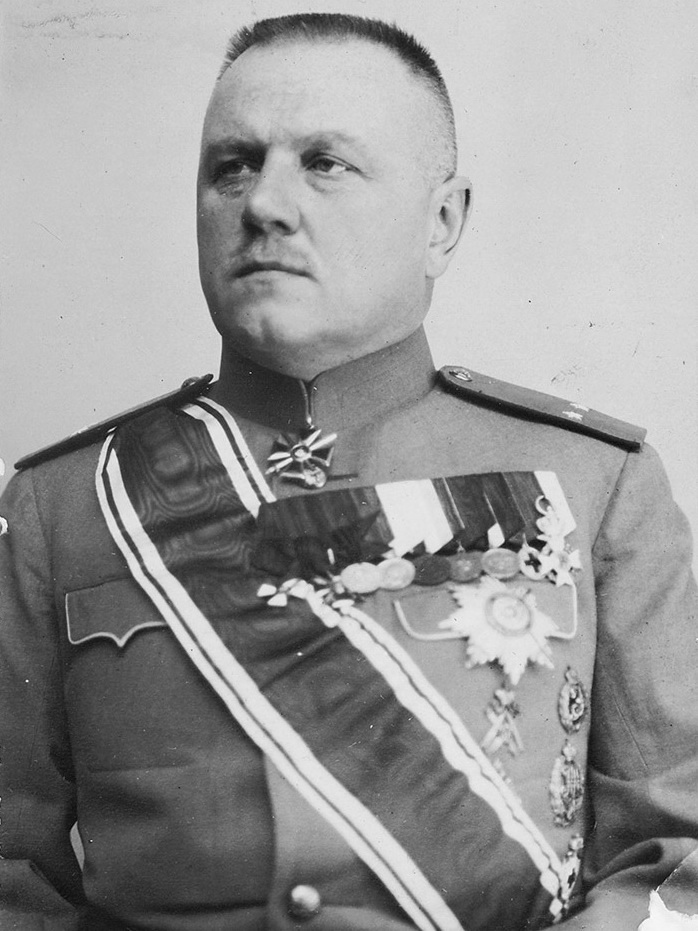
Николай Шиллинг

Ещё 29 октября 1919 года генерал Мирон Тарнавский направил к белым делегацию во главе с атаманом Осипом Лисняком. Её официальным заданием было добиться договорённости об обмене пленными и заявить протест против расстрела группы военнопленных галичан в Гайсине. В действительности же миссия получила задание обсудить условия соглашения с Добровольческой армией о прекращении боевых действий. В состав делегации вошли атаман Осип Лисняк (глава), сотники О. Левицкий и Г. Курица. Делегации только через несколько дней, утром 1 ноября, удалось перейти линию фронта и выйти на представителей ВСЮР.
Тем временем 29 октября в Виннице состоялось военное совещание представителей правительств УНР и ЗУНР, где обсуждалось положение на фронте. Было решено назначить новое совещание на 3 ноября. Пока оно готовилось, 1 ноября в штабном вагоне командира 4-й пехотной дивизии ВСЮР генерал-майора Якова Слащёва на железнодорожной станции Гайсин состоялись переговоры представителей Галицкой армии с командиром дивизии белых.
Как пишет историк Валерий Солдатенко, ход переговоров и поиск платформы для подписания соглашения детально изложен в дневниках присутствовавших на переговорах сотников Левицкого и Г. Коха. Галицкая делегация, по словам Солдатенко, предложила белым заключить перемирие с обеими украинскими армиями, мотивируя это тем, что их войска «перемешаны» на фронтах и они совместно воюют против большевиков. В ответ Слащёв заявил, что, согласно приказу командующего Правобережным фронтом ВСЮР генерала Шиллинга, он имеет право вести переговоры только с Галицкой армией как экстерриториальным соединением, которое силами обстоятельств оказалось оторванным от границ своего национально-государственного образования и находится за пределами своего государства. В то же время, армия Петлюры рассматривалась белыми как повстанческая группировка, в которую входят граждане России, и поэтому они должны просто сложить оружие, разойтись по домам и ожидать дальнейших распоряжений.
После согласования позиций сторон галичане передали белым проект договора. Ознакомившись с ним, 2 ноября штаб белых передал встречный проект, который был в этот же день переслан Тарнавскому. Белая сторона заявила, что будет вести переговоры только с Галицкой армией, и категорически отвергла возможность диалога с УНР.
Когда 4 ноября Главный атаман УНР Петлюра собрал повторное военное совещание в Жмеринке, Тарнавский отказался на нём присутствовать, прислав вместо себя старшин А. Шаманека, С. Шухевича, О. Лисняка, Д. Палиева и А. Арле. Одновременно Тарнавский уведомил Петрушевича телеграммой, что, если совещание не примет решения о переговорах с Деникиным, он их начнёт самостоятельно.

## Подписание
5 ноября в расположение Добровольческой армии вновь прибыла делегация от Тарнавского во главе с майором А. Арле в составе атамана Осипа Лисняка и сотника О. Левицкого, которая 6 ноября, по согласованию с Евгением Петрушевичем, на железнодорожной станции Зятковцы встретилась с генералом Слащёвым и подписала договор.

### Содержание соглашений
Основные пункты подписанного документа соответствовали инструкции, которую Тарнавский дал своей делегации. Согласно договору:
1. Галицкая армия в полном составе с тыловыми частями переходила на сторону Добровольческой армии.
2. Галицкая армия выводилась в тыл Добровольческой армии для отдыха и получения медицинской помощи всем больным тифом.
3. Войска Галицкой армии не должны были использоваться в дальнейшем в боях против армии УНР.
4. Правительство ЗУНР переходило под опеку Добровольческой армии и переезжало в Одессу.
5. К Начальной команде Галицкой армии командировались представители Добровольческой армии для решения всех вопросов оперативного, административного и хозяйственного характера
6. Протокол вступал в силу с момента его подписания, и Галицкая армия с этого момента была обязана выполнять распоряжения Добровольческой армии.
7. C 6 ноября армия сосредотачивалась в районе Погребище-Липовец.
8. Вопросы внутренней жизни Галицкой армии и вопросы отношений ЗУНР с другими государствами переходили в компетенцию генерала Деникина.
9. Между Начальной командой Галицкой армии и штабом генерал-лейтенанта Шиллинга устанавливалась телеграфная связь.

Протокол договора был подписан главноначальствующим Новороссийской области Шиллингом.
Белой стороной было отвергнуто требование атамана Осипа Лисняка считать группу Сечевых стрельцов под командованием Евгения Коновальца частью Галицкой армии. Относительно войск УНР белые изложили резолюцию с предложением её делегации заключить отдельное временное перемирие на условиях полного разоружения и расформирования армии УНР.

## Последствия

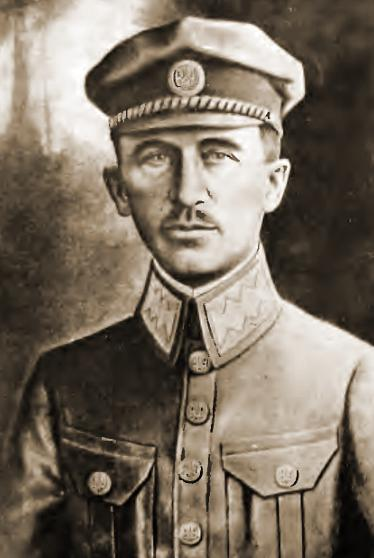
Осип Микитка

7 ноября из расположения ВСЮР в Винницу прибыла белая делегация во главе с полковником Самборским, доставившая текст договора с Галицкой армией, подписанный генералом Тарнавским. В задачи делегации входила ратификация договора и выяснение условий предоставления помощи Галицкой армии. Но делегация обнаружила, что Тарнавский отстранён от командования, а вместо него назначен новый главнокомандующий, генерал Осип Микитка. У армии также появился новый начальник штаба — генерал Г. Цириц. Генералы приняли Самборского и сообщили, что подписанный в Зятковцах договор не признаётся военно-политическим руководством УНР и ЗУНР и что новые условия перемирия будут обсуждаться украинской стороной на завтрашнем совещании.
На совещании, состоявшемся в городе Деражня 8 ноября 1919 года, где присутствовали главный атаман Симон Петлюра, президент ЗУНР Евгений Петрушевич, премьер правительства УНР Исаак Мазепа, командующий армией УНР Владимир Сальский, командир 1-го корпуса ГА Осип Микитка, член Директории Андрей Макаренко, было принято решение: 1. Арестовать и предать военному суду инициаторов и участников переговоров с Добровольческой армией генерала Мирона Тарнавского, полковника А. Шаманека, атамана А. Арле, атамана О. Лисняка и сотника О. Левицкого. 2. Вести далее переговоры с Добровольческой армией генерала Деникина от имени всей украинской армии. Приказ об аресте генерала Тарнавского и его сподвижников был подписан Петлюрой и Петрушевичем и передан лично Осипу Микитке и Цирицу для исполнения.
Между тем, войска Новороссийской области ВСЮР 10 ноября нанесли удар в направлении на Жмеринку и, развивая наступление, оборвали связь между правительством ЗУНР в Каменце-Подольском и надднепрянской армией УНР. 12 ноября Петлюра приказал генералу Микитке любой ценой удержать Жмеринку и сообщил, что в отместку за договор ГА с ВСЮР заключил перемирие с поляками. Одновременно с этим Петрушевич в Каменце-Подольском подверг Петлюру критике и даже предложил отстранить его от руководства УНР.

### Суд над Мироном Тарнавским и другими участниками подписания договора
Украинский историк Андрей Байло, ссылаясь на находящийся в Центральном государственном историческом архиве Украины (Львов) протокол заседаний Полевого суда Начальной команды Галицкой армии от 13-14 ноября 1919 года, состоявшегося в Виннице, сообщает, что в качестве судей выступили старшина ГА атаман С. Шухевич (председатель), сотник-судья Ю. Курдияк, поручник-судья М. Калимон, четарь-судья В. Шавала и четарь О. Микитка. Защитниками подсудимых были Ю. Шепаревич и сотник-судья С. Шалинский. Кроме того, на суд были приглашены военные эксперты, главный врач ГА полковник А. Бурачинский, главный интендант армии сотник И. Цёкан и др.
Основное обвинение заключалось в том, что генерал Тарнавский и полковник Шаманек «без позволения и вопреки указам правительства заключили позорный мир с вражеской деникинской армией». Полевой суд должен был выяснить все обстоятельства, которые побудили командование ГА к указанным действиям.
Первым выступил Тарнавский. Он отверг все обвинения. Отметив угрожающую небоеспособность армии и громадные потери от эпидемии тифа и боевых действий, командарм указал на своё право заключать перемирие в критических условиях с целью спасения армии. Вторым выступил полковник Шаманек, который подтвердил слова Тарнавского фактическими цифрами. Главный врач армии полковник Бурачинский подтвердил критическое состояние армии. Приглашённый для объяснений атаман Лисняк отметил, что получил от командира задание встретиться с представителями Добровольческой армии и прозондировать возможность перемирия, сообщив, что Слащёв позитивно откликнулся на предложения о перемирии, а Петрушевич был проинформирован о начале переговоров и возражений не высказал. Лисняк отметил, что Слащёв хотел не перемирия, а полного прекращения боевых действий, и что с началом переговоров бои прекратились. В защиту Тарнавского высказался Д. Палиев. Затем с эмоциональной речью выступил представитель защиты сотник С. Шалинский.
Уже в этот же день, 13 ноября, полевой суд НКГА вынес частично оправдательный приговор подсудимым. С участников подписания договора были сняты обвинения в государственной измене, договорённостях с врагом без согласования с правительством, которые нанесли ущерб УНР, а также в невыполнении приказов Главного атамана. Однако, согласно решению суда, все участники переговоров были понижены в должностях. Тарнавский, утративший пост командующего ГА, был назначен командиром 2-го корпуса.
14 ноября Петрушевич лично отправил телеграмму Начальной команде Галицкой армии, в которой сообщил, что разрешает от своего имени продолжать переговоры с белыми.

### Эмиграция политической элиты УНР и ЗУНР за пределы Украины

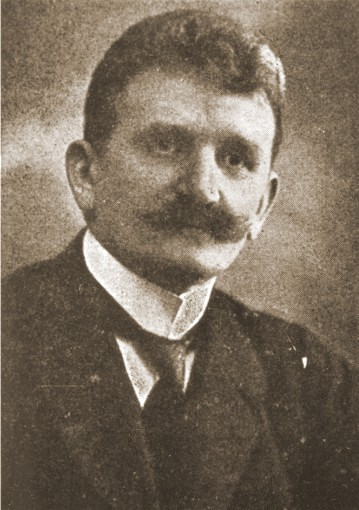
Евгений Петрушевич

Между тем внутренний конфликт между УНР и ЗУНР после обнародования информации о союзе ГА с белыми и ответных действиях Петлюры перешёл в открытую фазу. 16 ноября польские войска, согласно договору с Петлюрой, приблизились к Каменец-Подольску, что угрожало личной безопасности президента ЗУНР Петрушевича. Поэтому он с полковником Василём Вышиваным и членами правительства ЗУНР под охраной сотни стрельцов спешно перешёл Днестр на территорию Румынии, а оттуда выехал в Вену.

### Ратификация договора

1-й курень 6-й бригады Галицкой армии в тылу Добровольческой армии, 17 ноября 1919 года.

Ещё 11 ноября Начальная команда Галицкой армии направила в Одессу к главноначальствующему Новороссийской области генерал-лейтенанту Николаю Шиллингу делегацию во главе с полковником Ю. Цимерманом в составе сотника Л. Турчина и поручника Г. Давида, вместе с которыми туда направилась и делегация УНР. Шиллинг, однако, наотрез отказался вести переговоры с петлюровцами и согласился на контакты только с галичанами. Получив депешу от Петрушевича, галицкая делегация 17 ноября подписала в Одессе договор с Шиллингом, по сути и содержанию практически идентичный договору, подписанному ранее в Зятковцах.
19 ноября в винницкой гостинице «Савой» состоялась ратификация договора. В договоре говорилось, что Галицкая армия, сохраняя свою автономию, переходит на сторону Добровольческой армии, которая, в свою очередь, даст возможность довести численный состав её частей до 75 % от штатного добровольцами-галичанами. В галицкие части назначались русские офицеры связи, врачи и политические консультанты. Политические вопросы будущего Галичины в договоре не ставились. Галицкая армия должна была расположиться в районе Казатин-Винница-Погребище со штабом в городе Умани. Тыловые части должны были передислоцироваться в район Христиновка-Ольгополь-Вознесенск-Николаев. Армия не могла быть использована против УНР. Больные и раненые солдаты и офицеры направлялись в госпитали Добровольческой армии, в частности в Одессе, и после выздоровления могли вернуться в свои части.

## Оценки

### Политические
Премьер правительства УНР Исаак Мазепа, узнав о договоре, лаконично констатировал: «Содержание договора было страшным».
Военный деятель УНР, автор воспоминаний укр. Літопис української революції Александр Доценко писал в своих мемуарах, что если бы не предательство галичан, то стратегические планы Петлюры установить контроль над всем Правобережьем, включая Одессу, и даже над переправами через Днепр, были бы реализованы. Ближайший соратник Мирона Тарнавского Д. Палиев, критикуя работу Доценко, в своей «летописи» укр. «Червона калина» писал, что на момент подписания соглашения обе армии отступали на запад и находились на линии Брацлав-Вапнярка, то есть Правобережье спасти было практически невозможно.
Украинский повстанческий политический деятель, журналист и публицист Лев Шанковский в своей работе, посвящённой УГА, высказал мысль, что, поскольку Добрармия в тот период сама была накануне катастрофы, то союз с ней на условиях сохранения своей организации, команды, языка и военного имущества был наилучшим выходом для УГА в тех условиях. Шанковский пишет, что белые уважали гимн Украины, национальную специфику, религию, украинский язык, использовавшийся в Галицкой армии, и не вмешивались в её внутренние дела, разве что с предложением какой-либо помощи.
«Деникинцы обращались с нами очень гуманно, — вспоминает сотник УГА И. Цёкан, — материально нам очень помогли, по идейным соображениям нас не дразнили, так что мы чувствовали себя совсем свободными».

### Исторические
По оценке польского историка Мацея Кротофиля, петлюровцы восприняли заключение галичанами соглашения с русскими как акт национальной измены. Это сделало невозможным дальнейшее сотрудничество, хотя малоэффективные попытки интеграции обоих украинских государственных организмов предпринимались также и после Зятковских соглашений, но они уже не принесли никакого результата.
Украинский историк Валерий Солдатенко вслед за словами Исаака Мазепы также назвал содержание договора «страшным». Оборона соборной Украины от «вражеских посягательств» потерпела очевидную неудачу ещё до конца 1919 года, а её дальнейшие попытки оказались лишены оптимистичной перспективы. При условиях развала объединённого фронта иного и быть не могло, — делает вывод историк.
Украинский историк Андрей Байло пишет, что большинство военных историков и участников тех событий отмечают дружественное отношение Добровольческой армии к галичанам.

## Последующие события
В середине января 1920 года, во время отступления ВСЮР под натиском РККА, бригады УГА вместе с отступающими белыми выдвинулись на юг в район Одессы. В это время в Виннице, в месте расположения Начальной команды Галицкой армии, произошло восстание революционного комитета, который выступил за сотрудничество УГА с большевиками. Комитет наладил связи с местными большевиками и с их помощью вступил в переговоры с командованием 12-й советской армии. 12 февраля 1920 года было подписано соглашение о перемирии, на основании которого галицкие части стали именоваться Красной Украинской Галицкой армией, хотя единого командования создано не было, а в марте 1920 года из бывшей УГА были сформированы три самостоятельные бригады, которые вошли в состав трёх разных дивизий 12-й и 14-й советских армий:84-85.
Командующий УГА Осип Микитка выступил против перехода галицкой армии на сторону большевиков и стремился провести эвакуацию галичан с белыми войсками, но был арестован 10 февраля 1920 года ревкомом армии и передан позднее в Одессе командованию Красной армии, после чего был вывезен в Москву и в августе 1920 года расстрелян.